# Craterestra scalata
Craterestra scalata là một loài bướm đêm trong họ Noctuidae.